# IRobot

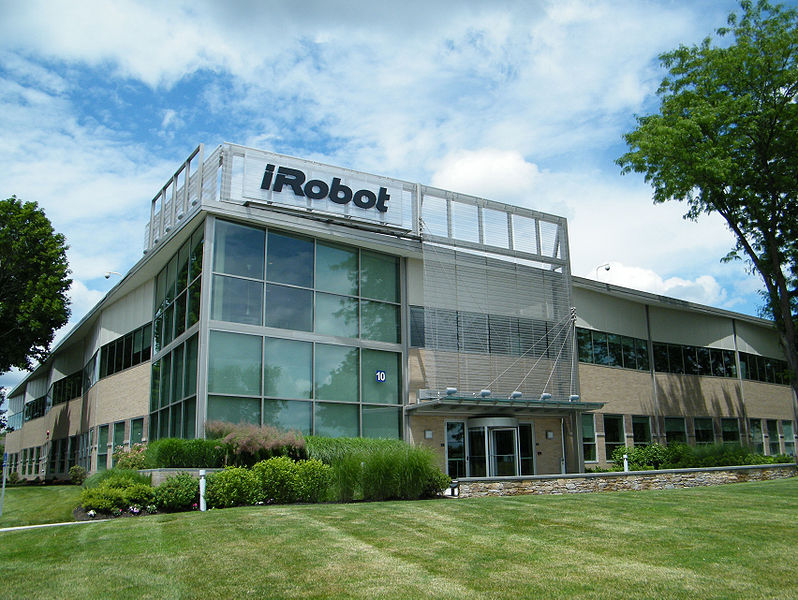
Die Firmenzentrale von iRobot in Bedford, Massachusetts

iRobot ist ein im Technologie-Börsenindex NASDAQ notiertes US-amerikanisches Unternehmen, das Roboter herstellt. Bekannteste Serviceroboter von iRobot sind der Staubsaugerroboter Roomba und der Bodenreinigungsroboter Scooba (jetzt Braava). Das Unternehmen stellte ursprünglich auch Roboter für militärische Zwecke her.

## Geschichte
Die iRobot-Gründer Rodney Brooks, Colin Angle und Helen Greiner wurden von ihrer vorherigen Arbeit im Massachusetts Institute of Technology dazu angeregt, Roboter zu bauen und zu entwickeln. Rodney Brooks war von 1997 bis 2007 auch Direktor des MIT Computer Science and Artificial Intelligence Laboratory.
iRobot wurde 1990 gegründet und ging 2003 an die Börse. Am 9. Dezember 2005 nahm das Unternehmen durch den Verkauf von fünf Millionen Anteilen 120 Millionen US-Dollar ein. Im September 2012 kaufte iRobot das Unternehmen Evolution robotics. Im Februar 2016 gab iRobot den Verkauf seiner Militär- und Sicherheitsroboter-Sparte für 45 Millionen US-Dollar an Arlington Capital Partners bekannt, um sich auf Hausroboter und Technologien zur Hausautomation zu konzentrieren. Aus dem Geschäftsbereich Verteidigung und Sicherheit entstand der Militärausrüster Endeavor Robotics mit Sitz in Chelmsford, Massachusetts. Endeavor Robotics ist seit 2019 eine Tochter von FLIR Systems.
2017 übernahm iRobot die Sales on Demand Corporation (SODC) und gründete in Japan neue Niederlassungen. Im selben Jahr erfolgten die Übernahme des in Lyon ansässigen Distributors Robopolis, heute Irobot France, und die Gründung neuer Niederlassungen in Europa.
iRobot hat nach eigenen Angaben weltweit rund 30 Millionen Heimroboter verkauft. (Stand: 2020)
Entwicklung der Serviceroboter-Sparte
- 2002: Vorstellung des Bodensaugroboters Roomba
- 2005: Vorstellung des Wischroboters Scooba
- 2007: Vorstellung des Poolreinigungsroboters Verro
- 2007: Vorstellung des Dachrinnenreinigungsroboters Looj
- 2007: Vorstellung des programmierbaren mobilen Roboters Create
- 2013: Vorstellung des Poolreinigungsroboters Mirra
- 2016: Vorstellung des Wischroboters Braava jet (hervorgegangen aus dem Mint des übernommenen Unternehmens Evolution Robotics)
- 2019: Aufnahme des Kodierroboters Root
- 2019: Ankündigung des Mähroboters Terra[6]

## Datenübergabe an Google
Staubsauger ab der Geräteklasse Roomba i7 erstellen automatisch Karten von der Wohnung oder dem Haus, um nicht blind umherzufahren. Durch WLAN-Signale sind alle funkenden Geräte im Umfeld sowie deren Lage bekannt. Diese Karten werden an iRobot-Server in den USA gesendet.
Um die Karten-Daten zu erhalten, vereinbarte Google deren Übergabe an den Google Assistant. Der Google Assistant soll Geräte automatisch Räumen zuordnen.

## Kritik
Beim Betatest der Vorserienversion der Roomba J-Serie wurden bei den Testern Aufnahmen in deren Wohnung gemacht. Dabei wurden Aufnahmen der Bewohner in allen Lebenslagen, zum Teil auf der Toilette sitzend, gemacht. Diese Daten wurden von iRobot an Dritte weitergegeben. Später tauchten diese Bilder in Sozialen Netzwerken auf. Die Betatester sahen dadurch ihre Privatsphäre verletzt.

## Produkte
Serviceroboter (Stand: Juni 2020)
- Roomba: Staubsaugerroboter, mehrere Modellreihen. Premiumlinie ist die s-Serie
- Braava jet: Wischroboter für Küchen, Bäder, kleine Flächen (nass und trocken). Premiumlinie ist die m-Serie
- Terra: Mähroboter, Modell t7
- Mirra: Poolreinigungsroboter, Modell 530
- Looj: Dachrinnenreinigungsroboter für den professionellen Einsatz, Modell 330

Programmierbare Serviceroboter (Stand: Juni 2020)
- Create: selbst programmierbarer Roboter ohne Saugeinheit auf Basis des Roomba, Modell 2
- Root: Version für die Jüngsten

Ehemalige Polizei- und Militärroboter
- PackBot: Polizei-, SWAT- und Militärroboter
- SUGV (Small Unmanned Ground Vehicle): Polizei- und Militärroboter, der Nachfolger des PackBot und Teil des Future-Combat-Systems-Programms der US-Armee
- First Look: Militärroboter
- Warrior: Militärroboter

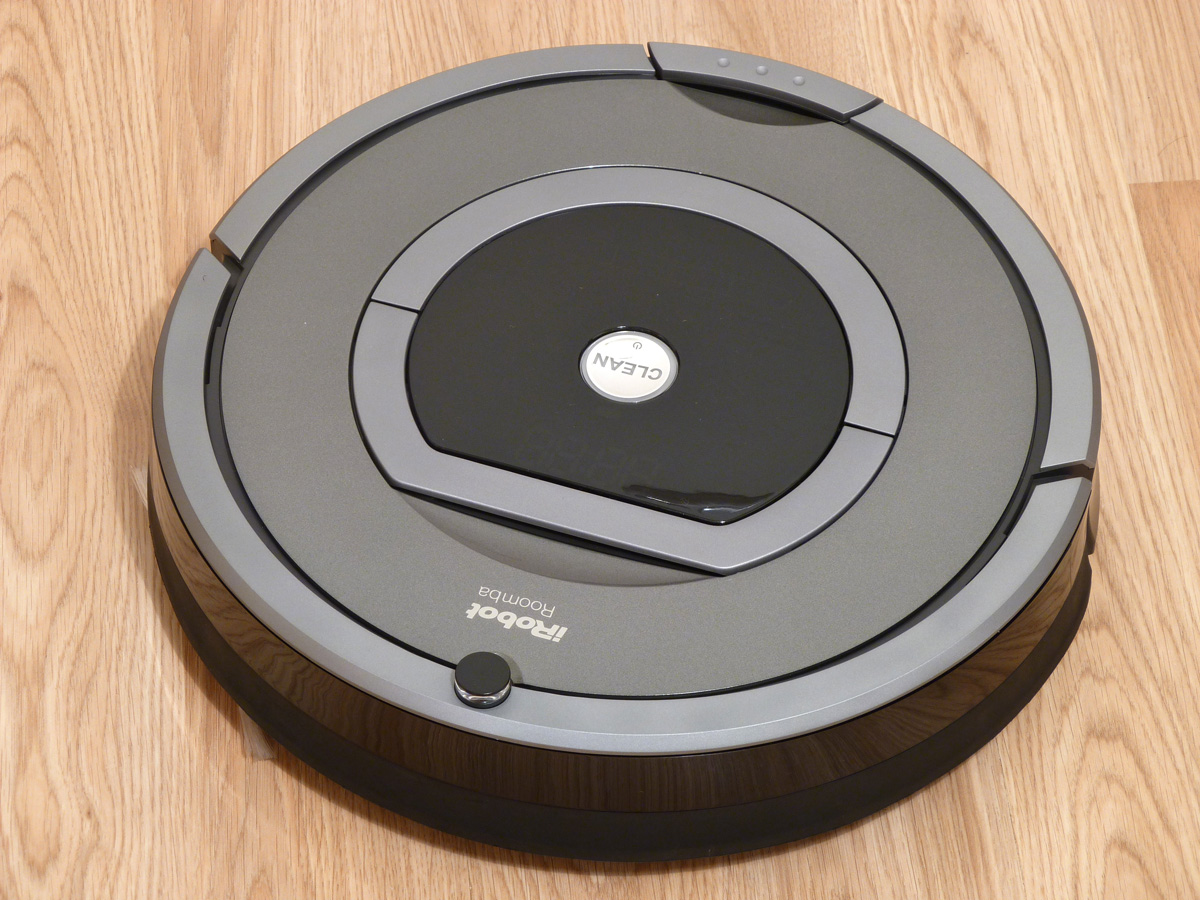
Älteres Roomba®-Modell aus der 700-Serie
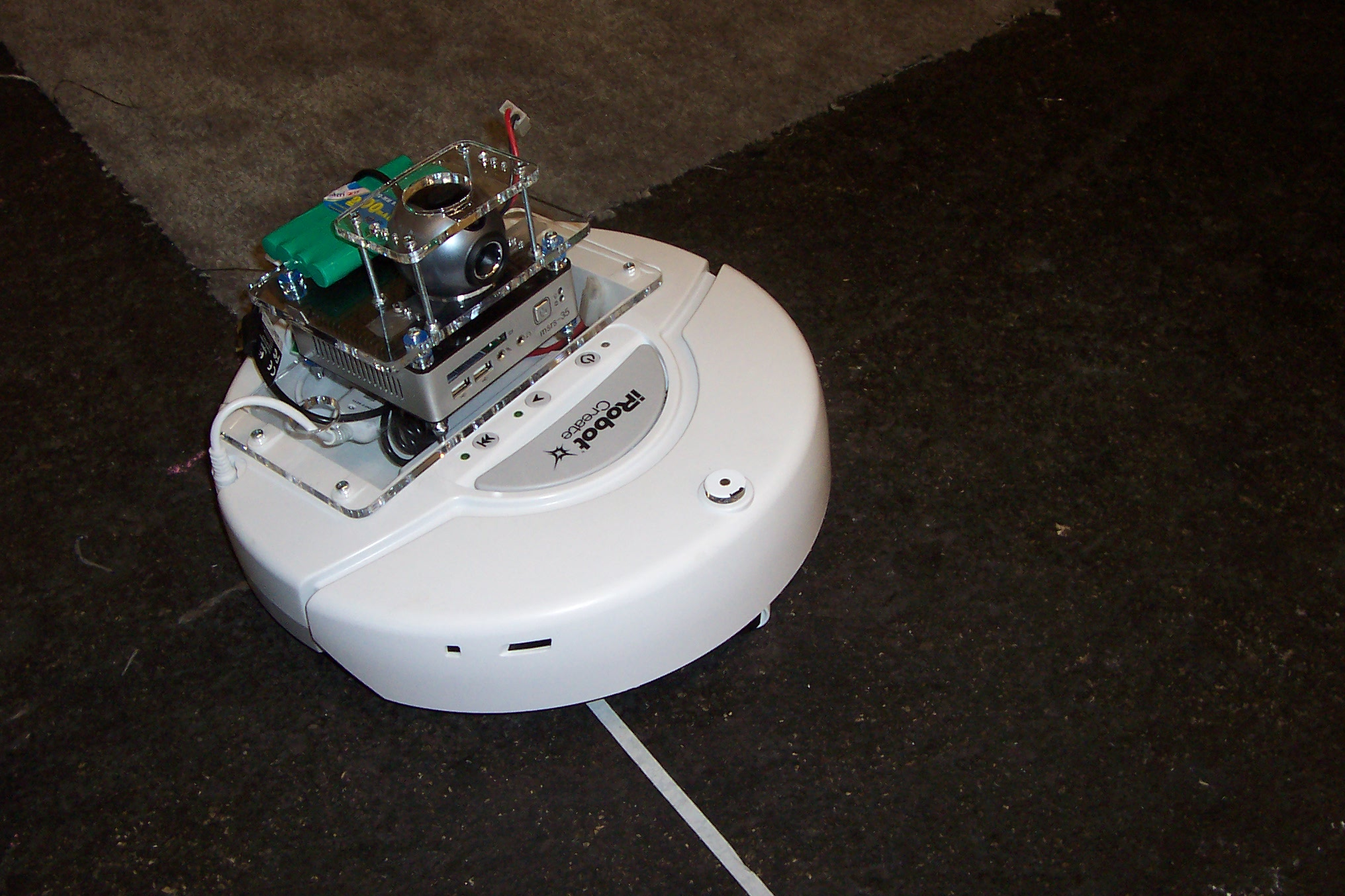
iRobot Create
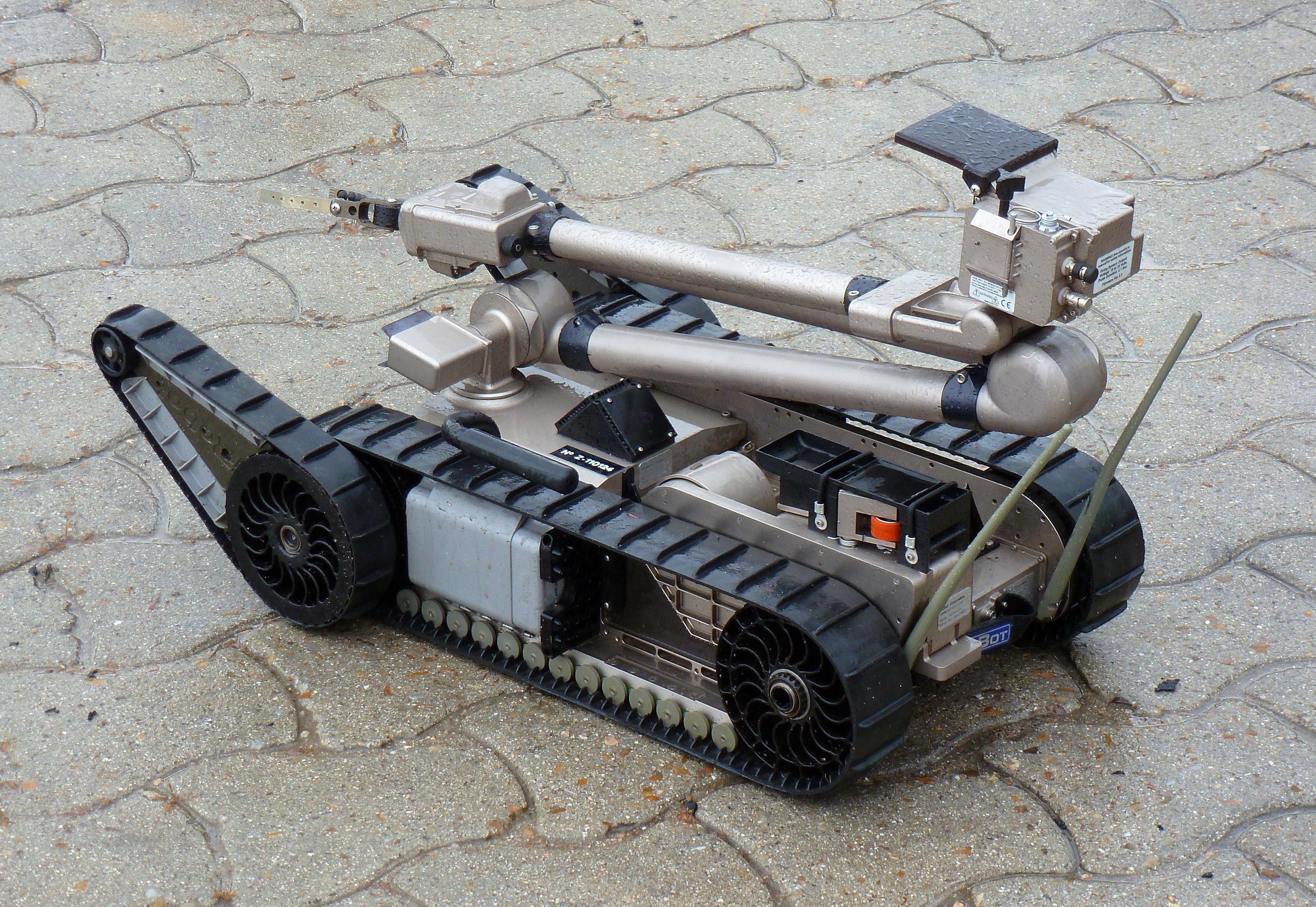
Vorführung eines PackBot 510
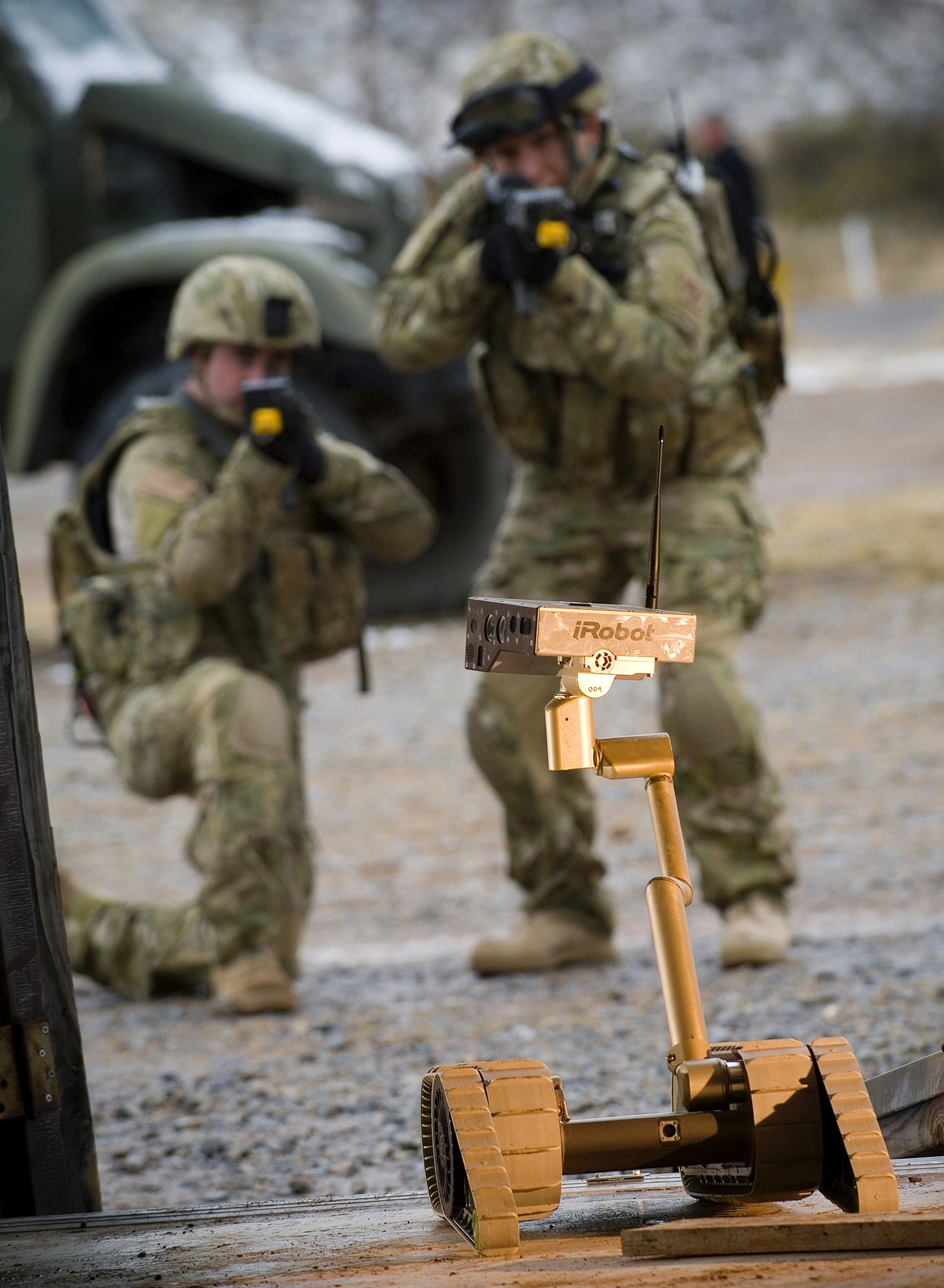
Vorführung eines SUGV